# Commissioning
Il processo di Commissioning, ampiamente diffuso nel mondo anglosassone, è sinteticamente definibile come “un processo di gestione del progetto (nel significato inglese di "project", da non confondere con il più restrittivo "design") per ottenere, verificare e documentare che le prestazioni dell'edificio, degli impianti e degli equipaggiamenti soddisfino obbiettivi e criteri ben definiti".
Il processo di Commissioning, come si vedrà nel seguito, è un processo che accomuna tutta una serie di attività che possono essere ricondotte, di volta in volta, ad attività di controllo qualità e coordinamento in fase di progetto, in fase di appalto, in fase di direzione dei lavori ma anche come attività di verifica taratura e collaudo in fase di consegna dell'opera.
Un processo di tale portata, condotto da una struttura autonoma e organizzata, consente di ottenere notevoli vantaggi in termini di tempi e costi, dato che riduce fortemente le probabilità di errore in fase di progetto, coadiuvando i progettisti nel redigere progetti coordinati e coerenti con le aspettative del Committente e coadiuva la Direzione dei Lavori generale nel controllare la qualità dell'opera, non ultimo fornisce un documento consistente, dettagliato e corposo da consegnare all'utilizzatore (spesso il Committente finale) che di fatto costituisce una raccolta organica e coordinata di tutta la documentazione di impianto: dalla “storia” del progetto fino ai disegni as-Built, ai manuali di uso e manutenzione, alle procedure di monitoraggio da adottare per il mantenimento in efficienza del sistema.
Il massimo vantaggio che deriva dall'applicazione di un processo di Commissioning si manifesta quando si vogliano delegare alle ditte appaltatrici le progettazioni esecutive; in tal caso infatti il processo garantisce che i vari progetti esecutivi siano coordinati tra loro, e con il progetto architettonico, e soprattutto che essi siano conformi alle aspettative del Committente; tale garanzia riduce fortemente le probabilità di errori in fase di costruzione, di contenziosi e di ritardi nel programma. In tale situazione la nomina di un'Autorità di Commissioning può adeguatamente supplire e sostituire la Direzione dei Lavori per gli impianti.
Il processo di Commissioning ha come obbiettivo quello di ottenere un sistema edificio-impianti (nel seguito semplicemente “Sistema”) che raggiunga e soddisfi le Aspettative del Committente Finale sull'Opera (OPR). 
Considerato che il processo di Commissioning è un approccio innovativo per la cultura italiana, nel seguito si è scelto di utilizzare, a volte, i termini inglesi originari, per consentire a chi lo volesse di trovare agevolmente i riferimenti nella cospicua documentazione disponibile in lingua inglese.

## Benefici derivanti dal processo di commissioning
I benefici ottenibili adottando, per un progetto complesso, un processo di commissioning, ricadono su tutti gli operatori coinvolti: il committente finale, il team di progetto e gli appaltatori.
Per il gruppo di progetto
- il sistema progettato risponderà certamente alle aspettative del committente finale
- minore rischi di imprevisti in cantiere
- minore rischio di interferenze critiche tra impianti ed edificio

per gli appaltatori e lo sviluppatore (contractors and developer):	
- migliore pianificazione e coordinamento grazie all'applicazione del piano di commissioning
- ridotte attività di direzione dei lavori specialistiche
- migliore coordinamento tra imprese e minore probabilità di interferenze in cantiere, minor numero di carenze al completamento dell'opera
- minore numero di richiamate al completamento dell'opera
- minore assistenza tecnica necessaria in fase di avviamento e nel corso della gestione

Per il committente finale:
- il sistema soddisfa le aspettative del committente
- migliore conoscenza degli operatori su come ottimizzare le performance del sistema
- minori necessità di addestramento in conseguenza della disponibilità di documentazione aggiornata e congruente
- manuali dei sistemi aggiornati e congruenti
- minore tempo di fuori servizio in conseguenza di una migliore diagnosi dei guasti
- migliorata possibilità di fornire agli occupanti informazioni sulla gestione e manutenzione del sistema
- minori costi di gestione
- miglioramento del benessere degli utilizzatori che si traduce in riduzione di contestazioni e lamentele, maggiore produttività, minore assenteismo

## Attività della commissioning authority
Il processo di commissioning è un processo distinto da quelli di progettazione, direzione dei lavori, costruzione, collaudo e taratura ma si affianca ad essi per garantire che tutte le informazioni fluiscano correttamente e che siano ben chiari a tutti lo scopo dell'opera, le motivazioni delle scelte, le conseguenze di eventuali cambiamenti e le azioni correttive da attivare per mantenere l'obiettivo di soddisfare le aspettative del committente finale (OPR).
Nel seguito vengono dettagliate le attività connesse all'assunzione di tale ruolo, precisando che, indipendenza della complessità del cantiere e dal tipo di incarico, commissioning di base o commissioning avanzato, non tutte le attività descritte si rendono necessarie, per cui Il presente documento ha valore informativo e non prescrittivo.

### Fase di pre-progettazione
Viene istituito un commissioning team presieduto dalla commissioning authority; al commissioning team partecipano: il project manager del committente finale, i tecnici impiantisti del committente finale (responsabili della gestione e conduzione degli impianti), i progettisti degli impianti (se già incaricati), la commissioning authority.
Le attività svolte dalla commissioning authority durante la fase di pre-progetto, sono tipicamente:
- assistere il committente nella preparazione delle OPR
- assistere il committente nella preparazione delle specifiche per la progettazione esecutiva
- verificare e accertarsi che tutte le attività connesse al processo di commissioning siano chiaramente stabilite in tutti i documenti che costituiscono il progetto degli impianti
- creare e mantenere coesione e coerenza tra le attività dei diversi soggetti che costituiscono il gruppo di progetto
- impostare il piano delle verifiche (commissioning plan)
- impostare il diario di progetto (issues log) nel quale vengono registrati tutti i problemi e le risoluzioni adottate in relazione con la rispondenza del progetto alle aspettative del committente
- riesaminare i documenti della fase di pre-progettazione per accertarne la coerenza con le aspettative del committente finale
- registrare sul diario di progetto ogni deviazione relativa alle aspettative del committente finale e le corrispondenti risoluzioni adottate.

### Preparazione delle OPR
Assistenza alla preparazione dell'insieme di documenti denominato aspettative del committente finale sull'opera (OPR). 
Le OPR costituiscono le informazioni di base per lo sviluppo di tutte le attività successive relative alle fasi di:
- progettazione
- costruzione
- accettazione
- operatività.

Esse sono un documento dinamico, in continuo divenire, e l'autorità di commissioning ha la responsabilità di assistere il committente nella loro redazione e mantenere informati tutti gli altri soggetti coinvolti nel processo, comunicando tempestivamente ogni modifica intervenuta.
Vengono raccolte tutte le informazioni disponibili riguardo al progetto, inclusi i requisiti di programma, il contesto urbano, i codici e le norme da rispettare, informazioni sul sito e il clima, il contesto e le funzioni dell'edificio, la tecnologie, i requisiti di sostenibilità, i requisiti di costo, la pianificazione, le esigenze e l'organizzazione del cliente. 
I contenuti tipici delle OPR sono (relativamente agli impianti) le aspettative dei:
- programma e budget di progetto
- lista delle sezioni e componenti impiantistiche da sottoporre all'attività di controllo e verifica; per esempio: 
  - sistemi energetici (refrigeratori, pompe di calore, caldaie, pompe di circolazione, ecc.)
  - HVAC (UTA, canali dell'aria, piping, ecc.)
  - sistemi di regolazione automatica e supervisione (sonde, servomotori, loop di regolazione, ecc.)
  - sistemi elettrici (controllo luci, azionamenti variabili, servomotori vari, rifasa menti, ecc.). impianti idroelettrici (turbine, alternatori, quadri di comando e controllo, sgrigliatori, centraline oleodinamiche ecc.)

•	
- Direttive del committente – molti committenti hanno direttive predefinite sulle condizioni richieste per:
  - costruzione (marche, modelli, tipologie)
  - condizioni di funzionamento
  - condizioni di manutenzione
  - ecc.
- Restrizioni o limitazioni: per esempio in relazione alle condizioni al contorno esistenti in relazione a vincoli sulle potenze di alimentazione disponibili, modalità di allacciamento ecc.
- Limiti di fornitura e condizioni al contorno: quali parti dell'edificio devono essere attrezzate e con quale grado-livello di finitura-completamento, quali sono le esigenze in termini di potenze, energie, flussi ecc., per alimentare le sezioni di edificio connesse agli impianti ma non di pertinenza al progetto.
- Esigenze degli utilizzatori e degli occupanti in relazione a come gli utilizzatori (di breve periodo) e gli occupanti (di medio-lungo periodo) definiscono-richiedono le condizioni di comfort e di qualità dell'ambiente abitato.
- Esigenze degli utilizzatori e degli occupanti in relazione ai programmi di utilizzo degli immobili (orari di funzionamento, affollamenti previsti, ecc.)
- Esigenze di addestramento del personale dell'utilizzatore. Questo è importante per consentire un progetto degli impianti in linea con le capacità attuali o future del personale dell'utilizzatore.
- Esigenze di garanzia sugli impianti (durata, entità, condizioni).
- Definizione dei parametri di riferimento (benchmark) per il confronto delle prestazioni energetiche degli impianti con le previsioni-obbiettivi stabiliti in fase di progettazione e obbiettivi di efficienza energetica. Questo particolare argomento è fortemente correlato alla modellazione energetica del sistema di cui si parlerà ampiamente in un'altra sezione del documento.
- Obbiettivi di sostenibilità ambientale in riferimento agli impianti.
- Piano dei controlli statistici da effettuare in fase di progettazione e costruzione sui vari impianti e componenti.
- Criteri di gestione e manutenzione: una descrizione di come debbano essere impostati i progetti degli impianti in relazione alle esigenze di manutenzione e gestione (predisposizione di spazi, percorsi, ridondanze, ecc.; predisposizione di strumenti di misura, controllo, ecc.)
- Livello qualitativo dei componenti da impiegare in coincidenza con un approccio al Costo nel Ciclo di Vita (LCC) atteso per essi.
- Esigenze di riadattamento, reconfigurabilità da osservare nella progettazione e costruzione degli impianti.
- Esigenze di integrazione, interconnessione tra impianti, per esempio in relazione agli impianti di rivelazione incendi, ai sistemi di ventilazione naturale, al controllo delle luci, ecc.
- Esigenze relative ai codici e agli standard applicabili, per esempio in relazione alle norme di igiene (HACCP, ASL, Concordato Stato regioni per impianti di balneazione, ecc.) alle norme urbanistiche, alle norme sul rumore, ecc.
- Esigenze relative alle norme tecniche applicabili, (UNI, CEI, ISO, ASHRAE, ecc.)
- Esigenze relative alle norme antisismiche.
- Esigenze relative ai criteri di buona pratica, correlati alla progettazione degli impianti, e riguardanti la salute, l'igiene e l'ambiente interno. Ad esempio:
  - Posizione delle prese di aria esterna per evitare l'introduzione di inquinanti
  - Posizione delle espulsioni per evitare ricircoli indesiderati di aria inquinata
  - Specifiche sulla qualità dei materiali a contatto con aria e acqua per evitare rilascio di solventi, inquinanti, e formazione di incrostazioni e
  - Specifiche sui livelli di filtrazione
  - Specifiche sui ricambi d'aria
  - Ecc.
- Esigenze in relazione ai livelli acustici da rispettare nelle diverse zone
- Esigenze in relazione all'isolamento da vibrazioni indotte dagli impianti
- Esigenze in relazione al posizionamento degli organi di misura, regolazione e intercettazione.
- Esigenze di sicurezza in relazione a potenziali minacce verso gli impianti.
- Esigenze estetiche
- Esigenze relative ad eventuali restrizioni, vincoli, impedimenti che influenzino l'edificabilità (mezzi di trasporto speciali, accessi, viabilità)
- Esigenze relative ai sistemi di regolazione automatica e supervisione che sono la chiave principale per il progetto, la costruzione e la gestione degli impianti. Le OPR devono chiaramente indicare il livello di controllo e interoperabilità degli impianti. Le prestazioni dei sistemi di regolazione automatica devono essere definite durante la fase di pre-progetto. Questo è necessario sia per il budget dei costi sia per fornire gli elementi necessari alla definizione del progetto e delle operazioni di verifica nel corso di tutto lo sviluppo del progetto e del cantiere.

### Portata e budget del piano di Commissioning
Subito dopo la preparazione della prima emissione delle OPR viene definita la portata (l'ambito) e il budget per il Commissioning degli impianti.
Normalmente l'ambito ricopre:
- gli impianti di produzione e fornitura dell'energia (energia termo frigorifera, gas, energia elettrica, energie rinnovabili, ecc.)
- i chillers, le caldaie, le pompe di calore, ecc.
- gli impianti di trattamento e distribuzione aria (hvac&r: pompe, tubazioni, scambiatori di calore, canali dell'aria, ecc.)
- le unità terminali (ventilconvettori, condizionatori locali, ecc.)
- la regolazione automatica e la supervisione
- la manutenzione della turbina
- la manutenzione degli alternatori
- la manutenzione delle valvole (rotativa, testa condotta, scarico sincrono, a farfalla)
- le cabine di trasformazione mt/bt (trasformatori, celle mt, qgbt, rifasa menti, ecc.)
- le linee elettriche principali
- i sistemi di illuminazione
- le motorizzazioni

## Il Commissioning Plan
Il piano di commissioning identifica i processi e le procedure necessarie per condurre con successo un processo di Commissioning.
Il piano di Commissioning indirizza operativamente quanto indicato nelle OPR e include un programma delle diverse attività e le relative responsabilità e documenti coinvolti, nonché le modalità di comunicazione e rendiconto e le procedure di valutazione e accettazione.
Il piano di Commissioning è un documento dinamico, continuamente aggiornato durante la vita dell'intero progetto (dal pre-progetto fino alla consegna dell'opera funzionante), in modo da riflettere e mantenere sotto controllo i cambiamenti nella pianificazione, nella progettazione, nella costruzione e durante la fase di avviamento, taratura e consegna.
Gli aspetti del piano di Commissioning relativi alle fasi di costruzione e successive sono normalmente messi a punto nel corso della fase di progettazione.
Le attività principali previste nel piano di Commissioning possono essere elencate come segue:
- Riunione iniziale di pre-progetto (con tutto il Commissioning Team)
- Illustrazione del documento Aspettative del Committente Finale sull'Opera (OPR)
- Riesami del progetto in multipli incontri pianificati a seconda dell'andamento previsto per lo sviluppo del progetto.
- Aggiornamento del piano di Commissioning alla conclusione della fase di progetto
- Riunioni di illustrazione agli appaltatori
- Aggiornamento del piano di Commissioning in fase di costruzione
- Esame delle sottomissioni dei materiali e dei disegni di cantiere con particolare focalizzazione sui disegni di coordinamento
- Esame delle sottomissioni dei sistemi di regolazione automatica
- Pianificazione delle attività di addestramento per gli utilizzatori
- Compilazione delle checklist di verifica di apparecchiature e sistemi
- Verifiche in officina di apparecchiature e componenti
- Verifica del posizionamento delle apparecchiature
- Aggiornamento delle procedure di verifica richieste agli appaltatori
- Accettazione iniziale dei sistemi di regolazione
- Verifiche, tarature e messa in funzione e compilazione dei rapporti relativi
- Verifica dei manuali degli impianti e dei disegni as built
- Addestramento del personale
- Pianificazione delle attività di verifica stagionale
- Collaudo di accettazione finale dopo XX mesi di funzionamento
- Rapporto finale di Commissioning.

## Dettaglio delle attività di Commissioning in fase di progettazione
Durante la fase di progettazione le OPR vengono tradotte dai progettisti in documentazione di progetto. 
Il documento cardine di ciascuna sezione di progetto sono le “Norme Tecniche di Esecuzione” che la norma ASHRAE chiama “Basis OF Design – BOD ” nel quale sono raccolte: le norme di riferimento, le condizioni al contorno, le condizioni di utilizzo, le specifiche di gestione e manutenzione richieste, le caratteristiche prestazionali degli impianti, la descrizione dei metodi di progettazione adottati, la descrizione degli impianti, le specifiche tecniche, l'elenco delle marche
La Commissioning Authority ha la responsabilità di verificare che le Norme Tecniche di Esecuzione BOD siano coerenti con le Aspettative del Cliente (OPR) e di segnalare ogni divergenza, nonché di verificarne l'adeguamento.
La Commissioning Authority ha inoltre il compito di:
- Assistere il Committente nel preparare le Linee Guida Tecniche di Progetto, ovvero il documento sulla base del quale incaricare i Progettisti degli impianti (siano essi indipendenti o meno dagli appaltatori), accertandosi che siano ben specificate tutte le attività ad essi richieste in relazione al processo di Commissioning.
- Costruire e mantenere coesione e cooperazione all'interno del Team di Progetto
- Verificare la qualità generale del progetto
- Verificare, per mezzo di regolari incontri di riesame, che gli impianti progettati siano coerenti con le Aspettative del Cliente (OPR).
- Verificare per mezzo di regolari incontri di riesame, che gli impianti progettati siano coerenti con gli altri impianti con le strutture e l'architettura (ingombri, pesi, vibrazioni, ecc.).
- Verificare che il progetto preveda tutti i dispositivi necessari al corretto e bilanciamento e taratura.
- Verificare che le specifiche tecniche dei macchinari e impianti siano adeguate al raggiungimento delle OPR.
- Impostare le check list da utilizzare in fase di costruzione
- Impostare il manuale degli impianti.
- Aggiornare il Piano di Commissioning con tutte le attività di controllo qualità e verifiche prestazionali che possono essere inserite conseguentemente allo sviluppo della progettazione (chillers, pompe di calore, sistemi di pompaggio, cogeneratori, e via dicendo).
- Verificare che il progetto informi correttamente gli appaltatori degli obblighi connessi alla conduzione delle attività previste dal piano di Commissioning.
- Provvedere alla preparazione di tutta la documentazione necessaria affinché il Cliente possa procedere con l'approvazione formale del progetto; tale documentazione consiste in:
  - OPR aggiornate
  - BOD aggiornato e finale (norme tecniche di esecuzione)
  - Commissioning Plan Aggiornato
  - Diario di Progetto Aggiornato.
  - Rapporto di valutazione del progetto da parte dell'Autorità di commissioning.

## Attività di Commissioning in fase di costruzione
Durante la fase di costruzione la Commissioning Authority ha la responsabilità di verificare che le attività e le procedure di controllo della qualità previste nel Piano di Commissioning siano eseguite.
Questo tipo di attività si può affiancare, se non addirittura sostituire, alle attività di controllo effettuate dal Direttore dei Lavori, soprattutto nel caso in cui il progetto esecutivo sia dato in carico alle aziende installatrici degli impianti.
Le attività consistono in:
- Tenere una conferenza di pre-offerta nella quale illustrare alle ditte concorrenti il progetto e il processo di Commissioning da seguire
- Supportare il cliente nella valutazione delle offerte
- Aggiornare delle checklist di controllo per la verifica degli impianti
- Aggiornare i protocolli di verifica per eventuali varianti introdotte rispetto al progetto approvato
- Verificare tutte le logiche di regolazione
- Verificare la corretta integrazione dei sistemi di controllo tra i diversi sistemi impiantistici
- Verificare che siano disponibili tutti gli elementi necessari alla corretta taratura e bilanciamento degli impianti
- Aggiornamento del piano di Commissioning
- Provvedere all'esame tecnico del progetto costruttivo
- Provvedere all'esame tecnico delle sottomissioni dei materiali e apparecchiature
- Provvedere all'esame tecnico delle eventuali varianti necessarie
- Provvedere alla verifica delle prove, tarature e collaudi in corso d'opera
- Provvedere alla raccolta e documentazione dei dati di verifica e taratura anche allo scopo di costituire una raccolta necessaria alle future attività di ritaratura, monitoraggio e controllo.
- sistematica verifica dell'effetto che le attività di costruzione hanno sulle OPR aggiornate e coinvolgimento del committente sulla necessità di eventualmente modificare il documento OPR.
- Aggiornamento del Manuale degli impianti.

## Attività di Commissioning in fase di occupazione e gestione
In questa fase l'autorità di Commissioning ha la responsabilità di supportare il Committente nell'eseguire tutte le verifiche finali necessarie all'accettazione finale dell'opera, in particolare:
- Facilitare l'identificazione e la risoluzione di eventuali problemi di funzionamento degli impianti
- Coordinare gli interventi di richiamo degli appaltatori in caso di necessità
- Verificare la completezza e coerenza di tutta la documentazione finale di impianto (disegni as-built, manuale d'impianto, dati di taratura e bilanciamento, ecc.)
- Coordinare e Supervisionare l'espletamento delle verifiche stagionali (funzionamento estivo-invernale-mezzestagioni)
- Coordinare e assistere alla formazione degli addetti alla gestione-manutenzione degli impianti
- Fornire supporto alle attività di pilotage con la verifica delle specifiche da fornire ai vari Tennants
- Verificare il corretto espletamento delle attività di Pilotage
- Verificare il corretto rispetto delle specifiche di Pilotage
- Redigere il rapporto finale di Commissioning.

## Riepilogo delle attività tipiche dell'Autorità di Commissioning
Nel seguito si riepilogano le attività tipiche dell'autorità di Commissioning.
1. Organizzare e condurre il Commissioning Team
2. Agevolare la definizione e documentare le aspettative del Cliente (OPR)
3. Verificare che le attività del Processo di Commissioning siano chiaramente stabilite in tutti i documenti di progetto
4. Integrare le attività di Commissioning nel Programma (Gannt) di Progetto
5. Preparare il Commissioning Plan che descrive l'estensione del processo di Commissioning per assolvere alle aspettative del committente (OPR) e aggiornarlo durante ogni fase di sviluppo dell'intero progetto (dal progetto, al cantiere, alla consegna) in modo da incorporare cambiamenti e informazioni aggiuntive.
6. Revisionare e commentare l'idoneità della documentazione di progetto al fine di raggiungere le aspettative del committente;
7. Preparare la specifica di tutte le attività del processo di Commissioning che devono essere incluse negli obblighi contrattuali dei diversi soggetti coinvolti nel processo (progettisti, imprese);
8. Mettere in atto il processo di Commissioning mediante la redazione e la revisione di Rapporti di Commissioning, l'organizzazione di tutte le riunioni del Commissioning Team, l'organizzazione dei tests, delle prove e dimostrazioni, l'organizzazione dei momenti di addestramento. La responsabilità organizzativa dell'Autorità di Commissioning include la preparazione dell'agenda, della lista dei partecipanti della predisposizione dei luoghi e della programmazione di ciascun incontro o attività di Commissioning. La Commissioning Authority presiederà tutti gli eventi di commissionino per assicurare l'esecuzione del programma stabilito. La Commissioning Authority preparerà i verbali di ciascun evento e ne invierà copie a tutti i membri del Team e ai partecipanti entro 5 giorni lavorativi dall'evento.
9. Revisionare i disegni e le specifiche tecniche (durante la fase di Pre-Progetto e Progetto) riguardo alla loro completezza in tutte le aree relative al Processo di Commissioning. Ciò include la verifica che le Aspettative del cliente (OPR) siano state soddisfatte e raggiunte; che nel progetto siano previsti tutti i necessari ed adeguati dispositivi per eseguire le prove, verifiche e tarature dei macchinari e degli impianti e per documentare le prestazioni di ciascun componente significativo.
10. Programmare tutte le riunioni di riesame della documentazione.
11. Assistere alle riunioni di pre-offerta per dettagliare ai progettisti e/o agli appaltatori le necessità e obblighi correlati al processo di Commissioning.
12. Programmare la riunione di pre-progetto e/o pre-cantiere entro 30 giorni dall'affidamento dei contratti. Questa riunione ha lo scopo di revisionare l'intero Processo di Commissioning e stabilire un primo programma per le attività di Commissioning.
13. Sviluppare il format da utilizzare per il Diario di Progetto (Issue Log) nel quale registrare ogni problema e relativa risoluzione adottata.
14. Programmare le sessione iniziale di addestramento per i tecnici del Cliente, in modo che ad essa partecipino: il personale di conduzione e manutenzione del cliente, i progettisti, l'appaltatore, la Commissioning Authority. Nel corso della sessione la Commissioning Authority revisionerà le OPR e i progettisti revisioneranno le BOD (Norme tecniche di Esecuzione).
15. Revisionare il programma di formazione proposto dall'appaltatore per verificare che sia conforme alle aspettative del cliente.
16. Partecipare a parte del programma di formazione proposto dall'appaltatore per verificare che sia conforme alle aspettative del cliente.
17. Riceve e revisiona il manuale degli impianti come proposto dall'appaltatore. Verifica che esso corrisponda alle Aspettative del Cliente. Vi inserisce la descrizione degli impianti come fornita dai progettisti.
18. Partecipa e testimonia a tutte le verifiche e test di apparecchiature e sistemi. verifica i risultati e redige un verbale rendicontando le deficienze riscontrate.
19. Supervisiona il Commissioning Team nel completamento dei Test. I risultati dei test faranno parte del Rapporto Finale di Commissioning.
20. Revisiona periodicamente i disegni as-built che rispecchino gli impianti installati e ne richiede l'aggiornamento qualora non siano rispondenti.
21. Verifica che il manuale degli impianti e tutti gli altri disegni siano stati aggiornati in modo da includere le modifiche fatte durante la costruzione.
22. Ripete l'esecuzione dei test per verificare le prestazioni stagionali o per ripetere test non superati.
23. Prepara il rapporto finale di Commissioning.
24. Assembla la documentazione finale che include il rapporto di Commissioning il Manuale degli Impianti e tutti i documenti di registrazione, sottomette questa documentazione al cliente per revisione e accettazione.
25. Raccomanda l'accettazione dei singoli impianti al Cliente (in accordo con le richieste di progetto definite).